# Acrodontis tsinlingensis
Acrodontis tsinlingensis là một loài bướm đêm trong họ Geometridae.